# SM U-26 (1913)
SM U-26 – niemiecki okręt podwodny typu U-23 zbudowany w Friedrich Krupp Germaniawerft, Kilonii w latach 1911-1914. Wodowany 16 października 1913 roku, wszedł do służby w Cesarskiej Marynarce Wojennej 20 maja 1914 roku. 1 sierpnia 1914 roku został przydzielony do IV Flotylli pod dowództwem kapitana Egewolfa Frhr. von Berckheima. U-26 w czasie dwóch patroli zatopił 3 statki nieprzyjaciela o łącznej wyporności 3 700 GRT, oraz dwa okręty rosyjskie o łącznej wyporności 11 375 GRT.

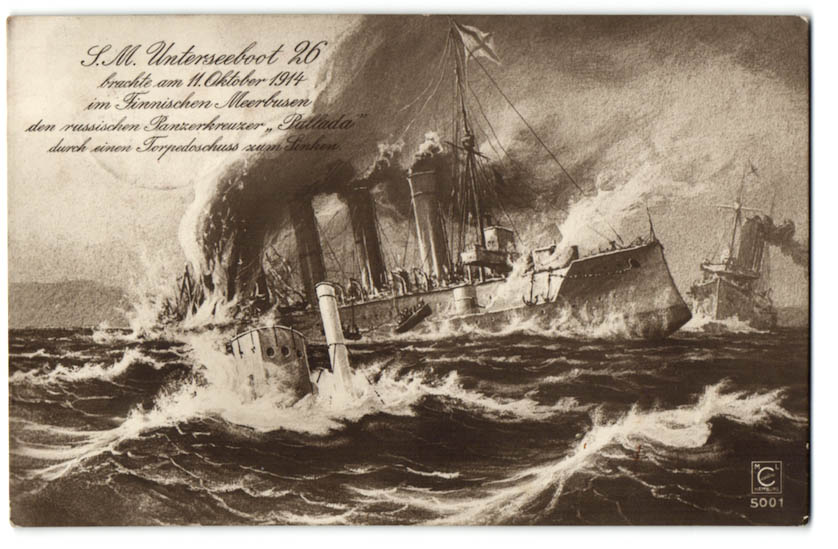
Pocztówka niemiecka przedstawiająca zatopienie „Pałłady”

Przed październikiem 1914 roku okręt został przeniesiony do Flotylli Bałtyckiej. W czasie pierwszego patrolu po Morzu Bałtyckim u wejścia do Zatoki Fińskiej U-26 zauważył zgrupowanie rosyjskich okrętów wojennych z Floty Bałtyckiej. 
10 października zaatakował dwoma torpedami krążownik pancerny „Admirał Makarow”, lecz były one niecelne. Następnego dnia U 26 napotkał krążowniki pancerne „Pałłada” i  „Bajan”. 11 października 1914 o 11.30 (czasu berlińskiego) powracająca z dozoru do Rewla „Pałłada” została storpedowana przez U-26. Torpeda trafiła z lewej burty w śródokręcie i spowodowała wybuch amunicji oraz kotłów, po chwili okręt zatonął w ciągu paru minut na pozycji 59°36′30″N 22°49′00″E/59,608333 22,816667. Nikt z 594 członków załogi nie przeżył. W 2000 roku wrak „Pałłady” został odkryty przez fińskich nurków.
4 czerwca 1915 roku kilka mil na północny zachód od wioski Hara na wybrzeżu Estonii U-26 storpedował i zatopił rosyjski stawiacz min „Jenisiej”.
30 sierpnia 1915 roku pomiędzy estońskimi wyspami Hiuma i Vormsi U-26 zatopił rosyjski parowiec „Ziemla” o wyporności 869 GRT. Po tym wydarzeniu U-26 zaginął.

## Los okrętu
Łódź nie powróciła z morza w sierpniu 1915 r. Przypuszcza się, że uderzyła w minę u wybrzeży Finlandii, tracąc całą 30-osobową załogę. Wrak odnaleziono w maju 2014 roku, jak doniosła fińska gazeta Helsingin Sanomat.